# 拉米罗
拉米罗，是西班牙卡斯蒂利亚-莱昂巴利亚多利德省的一个市镇。总面积21平方公里，
2001年普查人口總數為72人，人口密度為每平方公里3人。